# Взятие Маастрихта (881)

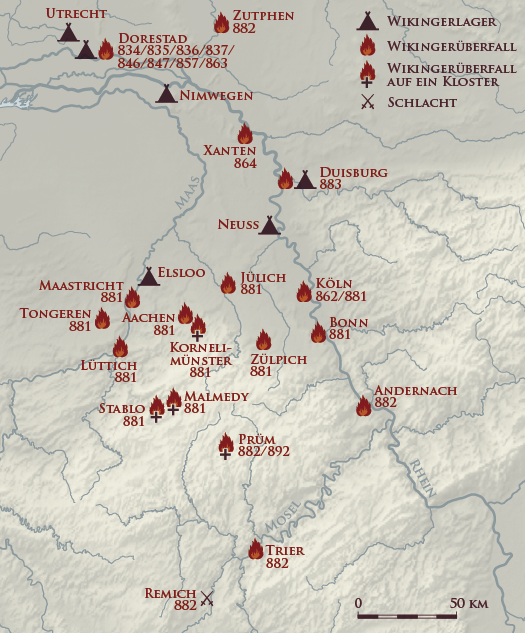
Походы викингов в Рейнскую область

Взятие Маастрихта — захват и разграбление осенью 881 года города Маастрихт викингами под командованием Годфрида Фризского.

## Исторические источники
О взятии викингами Маастрихта в 881 году сообщается в нескольких франкских анналах: в том числе, в «Фульдских анналах» и «Хронике» Регино Прюмского.

## Предыстория

### Административное подчинение Маастрихта
Точно не известно, кому из Каролингов принадлежал Маастрихт в 881 году. В 870 году по Мерсенскому договору области к западу от реки Маас перешли под контроль правителя Западно-Франкского королевства Карла II Лысого, а территории к востоку — к владевшему Восточно-Франкским королевством Людовику II Немецкому. В том числе, к правителю восточных франков перешёл и Маастрихтский округ (лат. districtus Trectis). Однако неясно, имелся ли в виду весь город или только Вик, находившийся на восточном берегу Мааса. В «Бертинских анналах» упоминается, что Карл II Лысый имел право назначать аббатов находившегося на западном берегу реки монастыря Святого Серватия. Мерсенский раздел ещё раз был подтверждён Вуренским договором в 878 году, однако по Рибмонскому договору 880 года границей между государствами западных и восточных франков была определена Шельда. Также не установлено, и кто из феодалов непосредственно управлял Маастрихтом: граф Маасгау Гизельберт или уже его сын Ренье I.

### Викинги в долине Рейна и Мааса

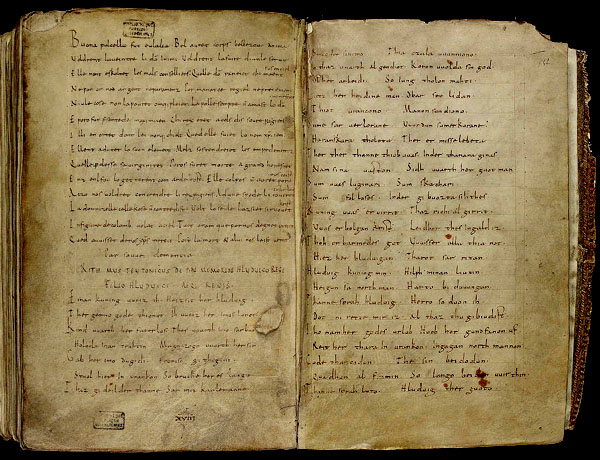
Первые две страницы рукописи с поэмой «Людвигслид» о победе франков над викингами при Сокуре в 881 году

Во франкских анналах неоднократно упоминается о набегах викингов, разорявших регион Рейна и Мааса с 830-х годов. Наиболее крупные вторжения совершались в 847 и 863 годах.
В 879 году в Шельду вошёл датский флот под командованием Годфрида, его брата Сигфрида и Орма. Прибывшие на нём викинги из Великой языческой армии в том же году разграбили Фландрию и захватили Гент. Хотя франкским правителям время от времени удавалось одерживать над викингами крупные победы — в феврале 880 года Людовик III Младший разбил норманнов в сражении при Тимеоне, а 3 августа 881 года Людовик III разгромил викингов в сражении при Сокуре — они не только не положили конец набегам викингов, но даже сколько-нибудь серьёзно не приостановили их военную активность. Более того, войско Годфрида и Сигфрида смогло укрепиться в Асселе (скорее всего, современные Асселт или Эльслоо), откуда продолжило нападения на близлежавшие города и монастыри Рейнской области. В 880—881 годах разорению подверглись города Тонгерен, Льеж, Кёльн, Кобленц, Бонн, Трир, Мец, Бинген, Вормс и Ахен. Были разграблены аббатства Прюм, Корнелимюнстер, Ставло и Мальмеди. Укрепления в Цюльпихе, Юлихе и Нейсе были полностью сожжены.

## Взятие Маастрихта

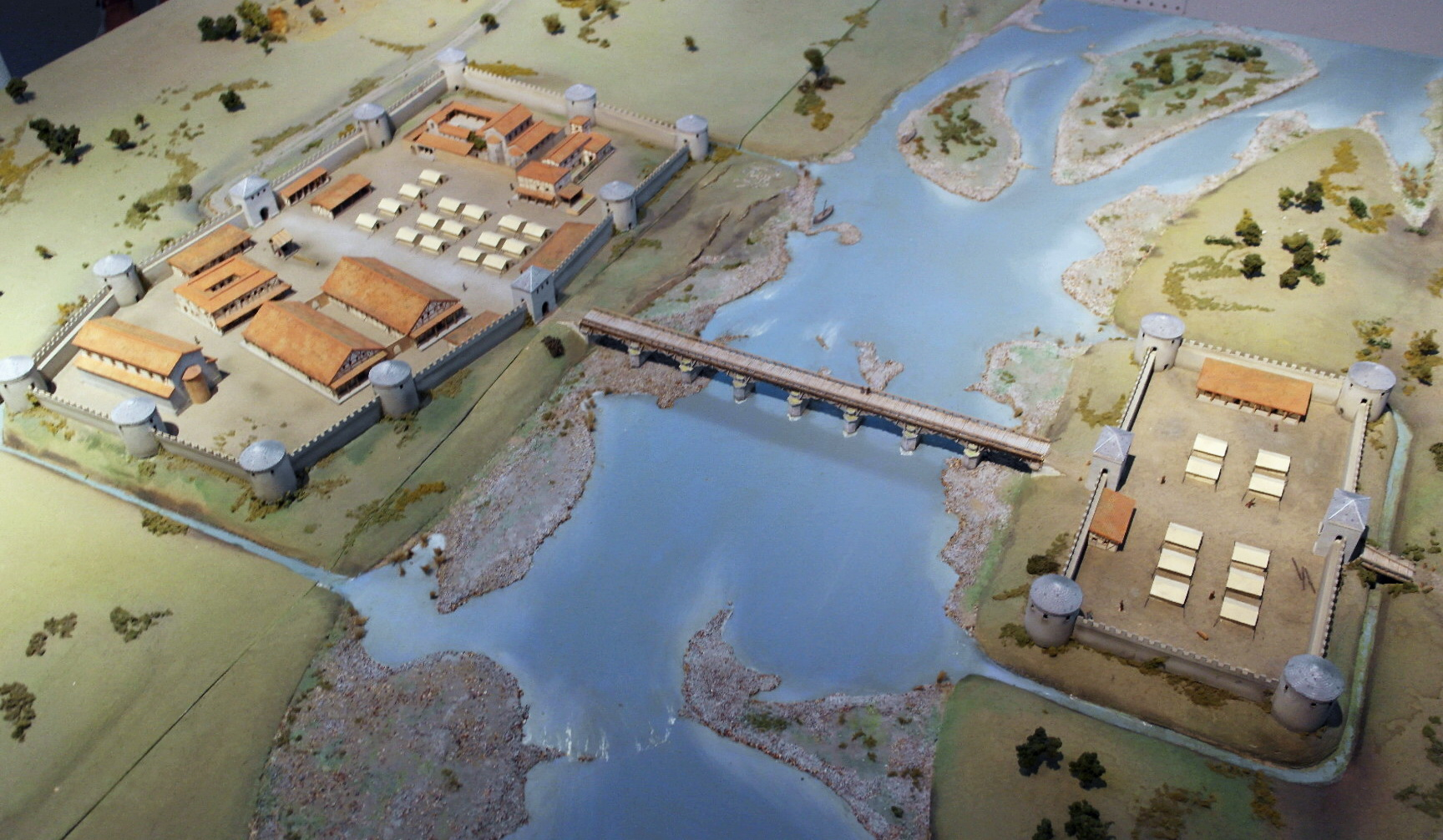
Реконструкция позднеантичных укреплений Маастрихта (слева — собственно Маастрих, справа — укрепление Вик)

Среди целей нападений викингов осенью 881 года был и Маастрихт, по свидетельству Эйнхарда, около 830 года бывший густонаселённым городом и одним их торговых центров Франкской империи. Вероятно, он был захвачен вскоре после того, как норманны перенесли свою деятельность с берегов Шельды в долину Мааса. В «Фульдских анналах» о захвате Маастрихта сохранилось только краткое сообщение. Современник событий Регино Прюмский также писал о взятии норманнами Маастрихта, упоминая при этом о сожжении находившейся здесь «крепости»: «Traiectum castrum, Tungrensem urbem incendio cremant».
Возможно, под термином «крепость» (лат. castrum) имелись ввиду сохранившиеся ещё со времён Римской империи укрепления на западном берегу Мааса. Однако в ходе раскопок этого археологического объекта каких-либо следов пожара, который мог бы датироваться 881 годом, не обнаружено.
По другому мнению, в анналах речь шла об укреплении, построенном уже при Каролингах. В более позднее время остатки этого фортификационного сооружения были использованы для восстановления находившейся здесь базилики Святого Серватия. Предполагается, что незадолго до нападения викингов граф Гизельберт расширил укрепление, возведя деревоземляные стены. О разграблении аббатства Святого Серватия сообщается в нескольких средневековых источниках. Возможно, всё же наиболее ценные реликвии монахам удалось спасти, так как известно о позднейшем нахождении в сокровищнице этой обители, по крайней мере, двух артефактов каролингской эпохи: арки Эйнхарда (была утрачена в XVIII веке) и серебряного ключа Святого Серватия. Предполагается, что вскоре после разорения Маастрихт был вновь отстроен, и уже в 891 году в находившемся здесь пфальце останавливался король Арнульф Каринтийский. Новые же стены вокруг аббатства Святого Серватия были восстановлены около 930 года королём Германии Оттоном I Великим.
По ещё одному мнению, под «крепостью» имелось ввиду торговое поселение Вик, возможно, также располагавшееся на месте древнеримских укреплений. Так как местность, где ранее был Вик, уничтожена водной эрозии берегов Мааса, проведение здесь раскопок невозможно.

## Дальнейшие события

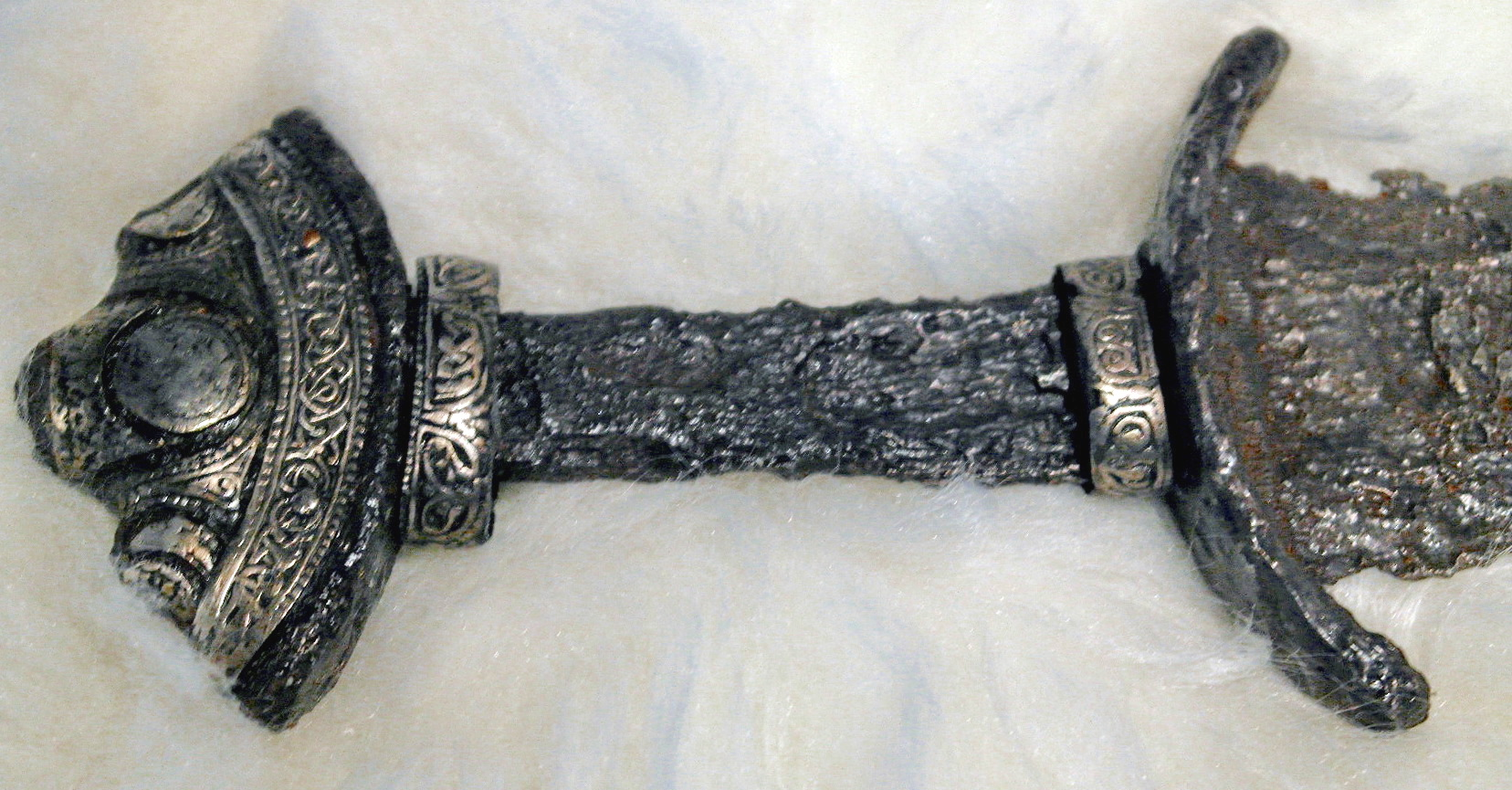
Фрагмент скандинавского меча, найденного в Вессеме (около Асселта)

После взятия Маастрихта викинги ещё более полугода разоряли селения долины Мааса. В результате предпринятого в мае 882 года похода на лагерь норманнов в Асселе императору Карлу III Толстому удалось добиться ухода викингов Годфрида из Восточно-Франкского королевства. Однако уже в 885 году другое войско викингов напало на находившиеся к западу от Маастрихта владения графа Ренье I и захватило много пленных. Только победа Арнульфа Каринтийского над норманнами в сражении при Лёвене в 891 году положила конец регулярным вторжениям викингов в Рейнскую область и Маасгау.